# Calathus opaculus
Calathus opaculus är en skalbaggsart som beskrevs av Leconte 1854. Calathus opaculus ingår i släktet Calathus och familjen jordlöpare. Inga underarter finns listade i Catalogue of Life.